# Fort du Scex

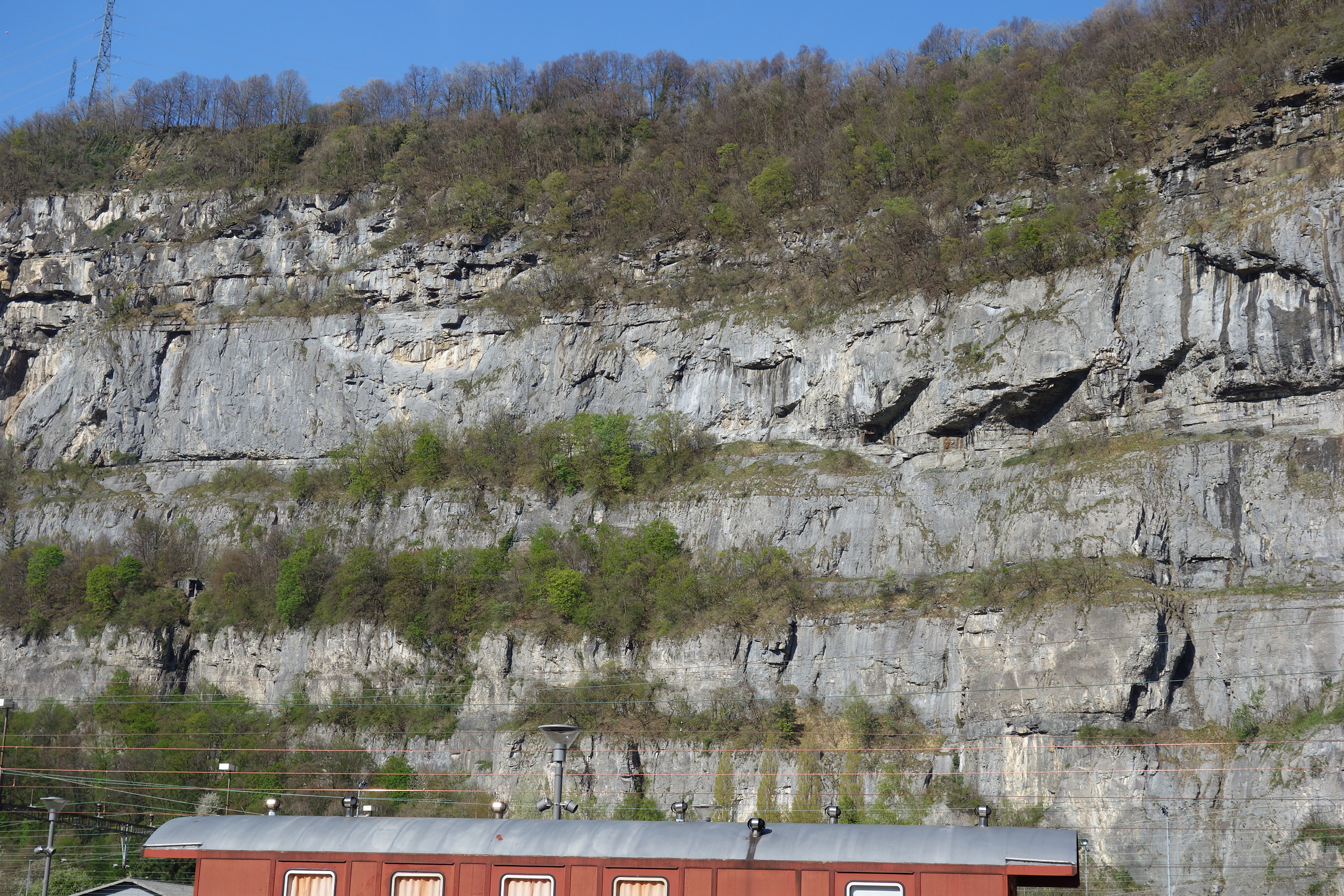
Scharten des Fort du Scex

Das Fort du Scex (deutsch Festung Scex) (Armeebezeichnung A 160) ist ein ehemaliges Artilleriewerk im Festungsgebiet Saint-Maurice, das sich in einer Felswand oberhalb von Saint-Maurice im schweizerischen Kanton Wallis befindet.⊙
Das Fort ist mit der Festung Cindey durch eine natürliche Höhle verbunden, die Grotte aux Fées, die etwa 15 Minuten zu Fuss oberhalb des Schlosses Saint-Maurice liegt. Dort befinden sich der Eingang zur Festung Cindey und der Zugang⊙ zum Fort du Scex.

## Geschichte

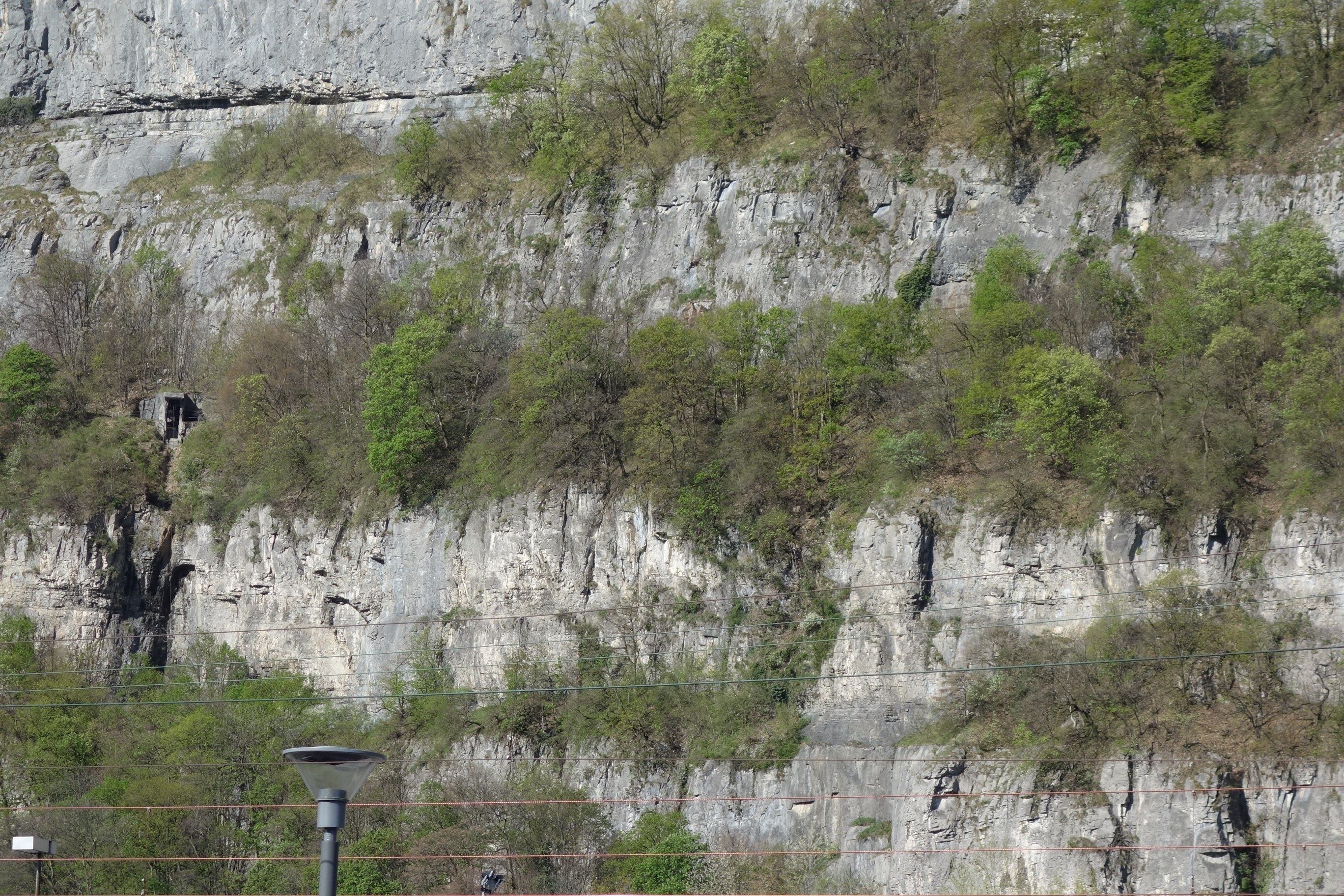
Fort du Scex Bergstation und Scharten «Galerie du Scex»

Fort Scex wurde 1911 mit der Batterie «Galerie du Scex»⊙ als Flankierwerk gegenüber den Forts Savatan und Dailly erbaut. Weitere Ausbauten erfolgten von 1915 bis 1924 mit einem neuen Eingang und einer Krankenabteilung. Von 1935 bis 1936 wurde ein Verbindungsstollen zum natürlichen Höhlengang (Totengalerie) der «Grotte aux Fées» und zur Festung Cindey erstellt. 
Von 1938 bis 1939 wurde die Festung durch die Batterie «Ermitage»⊙ mit vier 7.5-cm-Kanonen erweitert. In den Jahren 1940 bis 1946 wurde ein interner Verbindungsgang zwischen den neuen Unterkünften und den älteren der Kasematten erstellt und von 1948 bis 1952 neues Munitionsmagazin und ein Sanitätsabteil gebaut. Für die Transporte wurde die Luftseilbahn Z 103 St-Maurice–Fort du Scex mit der Talstation bei der Kaserne Saint-Maurice erstellt.⊙
1984 wurden die Artilleriegeschütze desarmiert und ein Kommandoposten an Stelle der Krankenabteilung eingebaut. Aufgrund der Armeereform Armee 95 wurde das Fort 1995 deklassiert und aufgegeben.

### Bewaffnung
Die «Galerie du Scex» wurde 1911 mit vier 7,5-cm-Kanonen L30 1903/18 bewaffnet. Die 1938 als «Batterie Ermitage» eingerichteten vier 7,5-cm-Kanonen 1903/18 L30 auf Krupp-Giovanola-Lafetten konnten das Vorgelände und die Abdeckungen der Forts Savatan und Dailly, die 1892 auf dem Felsen am rechten Rhoneufer gebaut wurden, unter Feuer nehmen. 

### Infrastruktur
Im Fort befinden sich ein grosser Kommandoposten und eine Abteilungsfeuerleitstelle. Der Maschinenraum und die Telefonzentrale wurden auch vom Fort Cindey benützt. Das Wasserreservoir im Fort fasst 330'000 Liter. Die Pumpstation für den Betriebsstoff befindet sich 90 Meter unterhalb des Werks bei der Talstation der Seilbahn.

### Besatzung
Fort Scex wurde von einer Festungskompanie mit nominell 173 Wehrmännern, 8 Offizieren, 28 Unteroffizieren und 137 Soldaten betrieben. Von 1985 bis 1995 besetzte die Festungskompanie IV/1 mit 258 Mann die Festungen von Scex und Cindey. Nach der Desarmierung der Artillerie von 1984 wurde die Besatzung auf eine Festungskompanie mit 97 Wehrmännern reduziert (4 Of, 15 Uof, 78 Sdt).

## Museum
Das Fort wurde vom Kanton Wallis gekauft und 2002 von der Fondation historique de St-Maurice für das Publikum geöffnet. Die Fondation historique de St. Maurice organisiert öffentliche Führungen.